# SEC62
SEC62‏ (SEC62 homolog, preprotein translocation factor) هوَ بروتين يُشَفر بواسطة جين SEC62 في الإنسان.